# Куна де Уарганди
Куна де Уаргандѝ (на испански: Kuna de Wargandí) е една от 5-те територии на централноамериканската държава Панама. Намира се в източната част на страната. Населението ѝ е 1914 души (2010 г.). Територията е с площ от 775 км². Получила е статут на територия през 2000 г.